# François Pardigon
Pour les articles homonymes, voir Pardigon.
François Pardigon, né le 14 novembre 1826 à Salon-de-Provence et mort le 9 novembre 1879 à Richmond, est un écrivain et révolutionnaire français. Il est l’un des rares étudiants qui combattent avec les prolétaires anonymes lors des journées de Juin 1848. Il est notamment l'auteur en 1852 de Épisodes des journées de juin 1848, republié en 2008 aux éditions La Fabrique.